# 威氏康吉鰻
威氏康吉鰻（學名：Conger wilsoni），又稱威氏糯鰻，是輻鰭魚綱鰻形目康吉鳗科康吉鳗屬的其中一種，分布於西印度洋東非至馬爾地夫及西太平洋澳洲、紐西蘭海域，深度可達30公尺，本魚體延長，近尾部逐漸側扁，背部灰褐色，腹部白色，魚鰭有黑色邊緣，脊椎骨140-142個，體長可達150公分，體重可達5公斤，棲息在沿海岩礁區、河口，為底棲性魚類，屬肉食性，生活習性不明。